# عولمة ثقافية

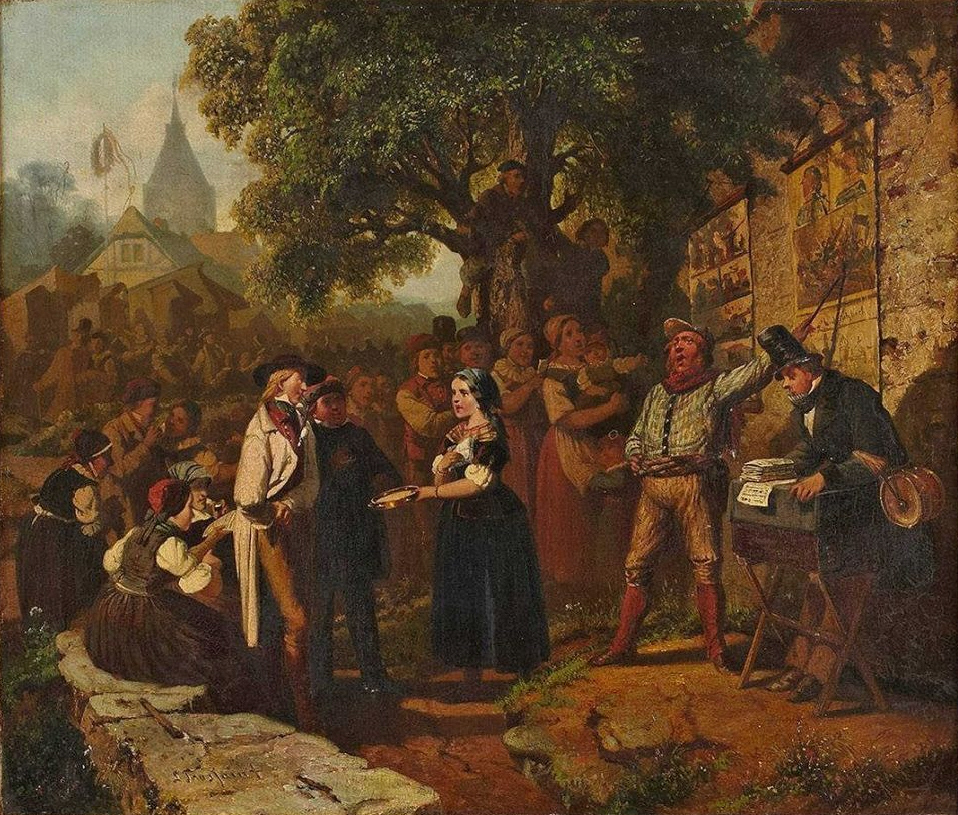

العولمة الثقافية تعني انتقال الأفكار والمعاني والقيم إلى جميع أنحاء العالم لتوسيع وتعزيز العلاقات الاجتماعية. وتتميز هذه العملية بالاستهلاك والاستخدام الشائع للثقافات المنتشرة والمتعارف عليها عبر الإنترنت ووسائل  التواصل الاجتماعي والسفر عالمياً. وقد أضاف ذلك إلى عمليات تبادل البضائع والاستعمار والتي كانت لهما التاريخ الأطول في نقل المعاني والقيم الثقافية لجميع انحاء العالم. مكن انتشار الثقافات الأفراد من المشاركة في العلاقات الاجتماعية الموسعة التي تعبر الحدود الوطنية والإقليمية، وإنشاء وتوسيع هذه العلاقات لا ينطوي  على المستوى المادي فقط، فالعولمة الثقافية تتضمن تشكيل المبادئ المتشاركة والمعرفة التي يربطها الناس بهوياتهم الثقافية الفردية والاجتماعية، مما يؤدي إلى زيادة الترابط بين الشعوب والثقافات المختلفة.
من الجوانب البارزة للعولمة الثقافية هو انتشار مطاعم معينة مثل سلاسل مطاعم الوجبات السريعة الأمريكية. ماكدونالدز وستاربكس اثنان من أنجح المطاعم والمقاهي العالمية، شركتان أمريكيتان يتم وصفها في كثير من الأحيان كأمثلة على العولمة، في أكثر من 32,000 و 18,000 مواقع مختلفة حول العالم، على التوالي اعتبارا من 2008. أيضًا مؤشر بيج ماك هو مقياس غير رسمي لتكافؤ القوى الشرائية بين العملات العالمية.

## قياس العولمة الثقافية
كانت هناك العديد من المحاولات لقياس العولمة الثقافية، عادةً ما تكون باستخدام مؤشرات معنية بالبيانات الكمية لتدفقات التجارة والتكامل السياسي وغيرها من التدابير. من المحاولات الأكثر بروزاً محاولتان: AT Kearney/السياسة الخارجية ومؤشر العولمة، وKOF مؤشر العولمة. ومع ذلك العولمة الثقافية أصعب من أن يتم حسابها باستخدام البيانات الكمية، لأنه يصعب العثور على معلومات يمكن التحقق منها عن تدفق الأفكار، والأراء والموضات. أحد المحاولات أيضا كانت محاولة «مؤشر العولمة الثقافية» في عام 2004, ونشرت في البداية من قِبل مجلة فورين بوليسي. وتنص على قياس التدفق الثقافي من خلال التجارة العالمية للمنتجات الإعلامية (الكتب والمجلات والصحف) كبديل للتدفق الثقافي. كلوفر وفو أضافا تحليلاً موسع لاستخدام هذه الطريقة  لقياس العولمة الثقافية في جنوب شرق آسيا.

## وجهات نظر حول العولمة الثقافية

### التهجين
يرى العديد من الكتّاب أن العولمة الثقافية هي عملية تاريخية طويلة الأمد لجلب الشعوب المختلفة للترابط. جان بيترس يشير إلى أن العولمة الثقافية تنحصر في دمج الإنسان والتهجين، بحجة أنه من الممكن الكشف عن الاختلاط الثقافي عبر القارات والأقاليم من خلال العودة إلى قرون عديدة وملاحظة التغيير. فعلى سبيل المثال، يشار إلى الممارسات الدينية واللغة والثقافة كحركة جلبها الاستعمار الإسباني للقارتين الأميركتين. كمثال آخر، التجربة الهندية تظهر تأثير العولمة الثقافية وتاريخها الطويل. عمل هؤلاء المؤرخين الثقافيين يؤهل الكتّاب – في الغالب علماء الاقتصاد وعلماء الاجتماع – الذين يتتبعون أصول العولمة إلى الرأس مالية الحديثة، والتي سُهلت من خلال التقدم التكنولوجي.

### التجانس
وجهة نظر بديلة حول العولمة الثقافية تؤكد على أن التنوع في جميع انحاء العالم يتبدل ويتحول إلى وباء بسبب ثقافة الاستهلاك الغربية. يرى بعض النقاد  أن هيمنة الثقافة الأمريكية المؤثرة على العالم بأسره سوف تؤدي في نهاية المطاف إلى القضاء على التنوع الثقافي. هذه العملية تُرى على أنها الإمبريالية الثقافية التي ترتبط مع تدمير الهويات الثقافية، التي تهمين عليها ثقافة الاستهلاك الغربية المتجانسة. التأثير العالمي للمنتجات والشركات والثقافة الأمريكية في البلدان الأخرى في جميع أنحاء العالم يُشار إليه باسم الأمركة. ويتمثل هذا التأثير من خلال برامج التلفاز الأمريكية التي يتم بثها في جميع انحاء العالم. شركات أمريكية كبرى مثل ماكدونالدز وكوكا كولا لعبت دورا رئيسيا في انتشار الثقافة الأمريكية حول العالم. وتم صياغة عبارات مثل «استعمار الكوكا» للإشارة إلى هيمنة المنتجات الأمريكية في البلدان الأخرى، التي يراها بعض النقاد خطرا على الهوية الثقافية لهذه الدول.

### اشتداد الصراع
ترى وجهة نظر أخرى بأنه قد يظهر «صدام حضارات» كردة فعل عكسية على العولمة الثقافية. يؤكد صموئيل هنتنغتون يؤكد على حقيقة انه في حين أن العالم يصبح أصغر ومترابط بشكل أكبر، يقوم التفاعل بين الشعوب والثقافات المختلفة بتعزيز الوعي الحضاري وهذا بدوره ينشط الخلافات. فبدلا من التوصل إلى المجتمع الثقافي العالمي، تقوم عملية العولمة الثقافية بالزيادة من حدة الاختلافات في الثقافة مما جعلها مصدرا للصراع. في حين أن العديد عارض على وصفها بأنها «صدام حضارات», هناك توافق عام على أن العولمة الثقافية هي عملية متناقضة تجلب الشعور بالاختلافات الفرعية والخصام العقائدي.
كبديل آخر، ناقش بنجامين باربر في كتابه "Jihad VS Mcworld" التقسيم الثقافي في مختلف انحاء العالم. ففي كتابه، «ماك وورلد» يمثّـل عالم العولمة والتواصل العالمي والاعتماد المتبادل في هدف لإنشاء «شبكة عالمية متجانسة تجاريا». وتنقسم هذه الشبكة العالمية إلى أربع ضرورات: السوق والموارد وتقنية المعلومات والإلزام البيئي. من ناحية أخرى، «جهاد» يتمثل في التقليدية والحفاظ على هوية الفرد. في حين أن «صدام الحضارات» يصور العالم مع خمسة ائتلافات للدول القومية، Jihad vs McWorld" " يظهر عالم حيث تكون الصراعات على مستوى غير وطني. على الرغم من أن معظم الدول الغربية رأسمالية ويمكن اعتبارها دول «ماك وورلد», المجتمعات في هذه الدول يمكن اعتبارها «جهاد», والعكس.